# 社会主义现代化建设引领区
社会主义现代化建设引领区是中华人民共和国国务院提出的一個经济政治示范区，地理范围为上海市浦东新区全境，战略定位为“更高水平改革开放的开路先锋”、“自主创新发展的时代标杆”、“全球资源配置的功能高地”、“扩大国内需求的典范引领”、“现代城市治理的示范样板”。其主要发展目标为：到2035年，“现代化经济体系全面构建，现代化城区全面建成，现代化治理全面实现，城市发展能级和国际竞争力跃居世界前列”；到2050年，“建设成为在全球具有强大吸引力、创造力、竞争力、影响力的城市重要承载区，城市治理能力和治理成效的全球典范，社会主义现代化强国的璀璨明珠”。
作為建設引領區的措施之一，2021年7月27日，金融数据港在浦東張江開港。2022年7月27日，上海浦东引领区产业发展基金启动。

## 背景
2020年11月12日，中共中央總書記习近平在浦东开发开放30周年庆祝大会上表示，将赋予浦东改革开放新的重大任务，要求浦东成为更高水平改革开放的开路先锋、全面建设社会主义现代化国家的排头兵、彰显“四个自信”的实践范例。2021年7月，中共中央、中华人民共和国国务院公布《关于支持浦东新区高水平改革开放打造社会主义现代化建设引领区的意见》，支持浦東新區創建社会主义现代化建设引领区。